# Bendy (personaggio)
Bendy è un personaggio immaginario e il principale antagonista della serie videoludica Bendy and the Ink Machine.
Il personaggio è ispirato allo stile dei cartoni animati degli anni venti e trenta, con un'estetica simile a quella delle prime animazioni statunitensi. Secondo alcune fonti, il gioco si basa su un presunto cartone animato chiamato Bendy cartoon, risalente al 1929, che tuttavia non sarebbe mai stato trasmesso ufficialmente.
Sono in corso progetti per la realizzazione di un film ispirato al videogioco Bendy and the Ink Machine.

## Concezione e sviluppo
Il personaggio di Bendy è stato ideato da Paul Crawford, conosciuto con lo pseudonimo di theMeatly, in collaborazione con il programmatore Mike Mood.
I creatori si sono ispirati a figure classiche del cinema animato come Topolino e Félix il Gatto, adottando lo stile visivo denominato rubber hose animation (animazione a tubo di gomma), tipico dell'Età d'Oro dell'animazione. L'obiettivo era creare un forte contrasto visivo tra l'aspetto apparentemente innocente di Bendy e l’atmosfera oscura del gioco, mescolando elementi di nostalgia con il terrore psicologico.

### Personalità
Bendy non possiede una personalità sviluppata nel senso tradizionale e non parla. Nella sua forma più iconica, denominata Ink Bendy, si manifesta come una creatura mostruosa composta di inchiostro. Questa incarnazione rappresenta una presenza maligna e minacciosa all'interno dello studio di animazione, simboleggiando la degenerazione e la corruzione nel mondo immaginario della serie.

## Biografia
Bendy si presenta inizialmente come una mascotte di un vecchio studio di animazione, ma nel corso del gioco emerge come una creatura mostruosa generata da una misteriosa macchina per l'inchiostro malfunzionante. Secondo la trama, questa macchina è in grado di dare vita a versioni fisiche, distorte e corrotte dei personaggi animati originariamente ideati dai dipendenti dello studio.
Nel primo gioco, il giocatore interpreta Henry Stein, un ex animatore che torna ai Joey Drew Studios dopo anni di assenza. Durante l’esplorazione degli ambienti abbandonati dello studio, Henry si imbatte in numerosi personaggi deformati, tra cui Bendy, nella sua versione nota come Ink Bendy, è la figura più ricorrente e minacciosa. Quest'entità, composta interamente d’inchiostro, incarna il lato oscuro della creatività e rappresenta la degenerazione degli ideali artistici dell’epoca, in una narrativa intrisa di elementi psicologici e orrorifici.
Bendy ricompare in titoli successivi della serie. In Boris and the Dark Survival (2020), uno spin-off ambientato nello stesso universo narrativo, il personaggio agisce nuovamente da antagonista, ostacolando la fuga del giocatore.
Nel sequel diretto Bendy and the Dark Revival (2022), Bendy torna a rivestire un ruolo centrale nella trama, che approfondisce ulteriormente il legame tra il personaggio e gli esperimenti condotti all’interno dello studio. Attraverso registrazioni, documenti e interazioni con altri personaggi, il gioco suggerisce che Bendy sia il risultato di una combinazione di ossessione creativa, scienza deviata e desiderio di immortalità artistica, lasciando tuttavia la sua vera origine in parte ambigua.
Le trasformazioni di Bendy sono una delle sue caratteristiche più distintive. Se all’apparenza conserva i tratti cartooneschi della mascotte animata degli anni trenta, nelle sue incarnazioni più cupe come Ink Bendy si presenta come una creatura deforme e aggressiva, simbolo della corruzione e del fallimento dell’industria creativa. Il suo ruolo, pur rimanendo privo di dialogo o di personalità esplicita, è quello di un'icona del terrore visivo e tematico che permea l’intera serie.

## Critica
Fin dal suo debutto in Bendy and the Ink Machine, il personaggio di Bendy ha suscitato un acceso dibattito all'interno della comunità videoludica e tra osservatori dei media, in particolare per il suo design visivo, la rappresentazione simbolica e la ricezione critica. Una delle principali controversie riguarda l'associazione tra deformità fisica e malvagità morale: nelle sue diverse incarnazioni, in particolare come Ink Bendy e Beast Bendy, il personaggio assume tratti mostruosi e disturbanti. Alcuni commentatori hanno evidenziato come questa rappresentazione possa perpetuare stereotipi narrativi classici, in cui l’alterazione fisica è utilizzata come simbolo visivo della corruzione interiore o dell’antagonismo.
Ulteriori critiche si sono concentrate sulla mancanza di profondità psicologica del personaggio. Sebbene Bendy ricopra il ruolo di antagonista principale nella serie, alcuni analisti hanno osservato come egli agisca più da entità simbolica che da personaggio narrativamente sviluppato, privo di motivazioni esplicite o di un arco evolutivo definito. Questo approccio ha diviso la critica: da un lato è stato interpretato come una scelta stilistica coerente con il tono onirico e inquietante del gioco; dall’altro, è stato considerato un limite nell’equilibrio tra estetica e caratterizzazione.
Particolare attenzione è stata rivolta agli elementi visivi e simbolici legati all’occultismo, come pentagrammi, rituali esoterici e riferimenti demoniaci presenti nel gioco. Questi contenuti hanno generato discussioni circa la loro adeguatezza per un pubblico giovane, demograficamente rilevante tra i fruitori della serie. In diversi forum e media specializzati è stato sollevato il rischio di esposizione prematura a tematiche controverse, pur in assenza di una narrativa esplicitamente religiosa o violenta.
In ambito estetico, il design di Bendy è stato oggetto di paragoni con altri personaggi di videogiochi, in particolare con quelli di Cuphead, a causa della comune ispirazione nell’animazione statunitense degli anni venti e trenta. Pur in assenza di accuse formali di plagio, tali similitudini hanno sollevato interrogativi sull’originalità e sull’equilibrio tra omaggio e derivazione nei design contemporanei.